# Hino (Shiga)
Pour les articles homonymes, voir Hino (homonymie).
Hino (日野町, Hino-chō) est un bourg du district de Gamō, situé dans la préfecture de Shiga, au Japon.

## Géographie

### Démographie
Au 1er décembre 2014, la population de Hino s'élevait à 22 045 habitants répartis sur une superficie de 117,63 km2.